# Saint-Loup (Tarn i Garonna)
Saint-Loup – miejscowość i gmina we Francji, w regionie Oksytania, w departamencie Tarn i Garonna.
Według danych na rok 1990 gminę zamieszkiwało 527 osób, a gęstość zaludnienia wynosiła 37 osób/km² (wśród 3020 gmin regionu Midi-Pireneje Saint-Loup plasuje się na 571. miejscu pod względem liczby ludności, natomiast pod względem powierzchni na miejscu 807.).